# Леонідов Олег Леонідович
Леонідов Олег Леонідович — радянський російський сценарист. Нагороджений орденом «Знак Пошани», медалями.
Народ. 15 березня 1893 р. в Москві. Навчався на юридичному факультеті Московського державного університету.
З 1926 р. працював у кіно як сценарист, викладав у Всесоюзному державному інституті кінематографії.
Автор сценаріїв до фільмів і мультфільмів: «Москва в Жовтні» (1927), «Людина народилася» (1928), «Білий орел» (1928, у співавт. з Я. Уріновим та Я. Протазановим), «Гобсек» (1936, у співавт. з К. Еггертом), «Діти капітана Гранта» (1936), «Острів скарбів» (1937, у співавт.), «По щучому велінню» (1938, у співавт. з Є. Тараховською), «Тайгова казка» (1951, мультфільм), «Серце сміливця» (1951, мультфільм), «Снігуронька» (1952, мультфільм; у співавт.) та ін., а також української стрічки «Степові пісні» (1933, у співавт. з Я. Уріновим).
Був членом Спілки письменників РРФСР.
Помер 17 вересня 1951 р.